# Calverton National Cemetery

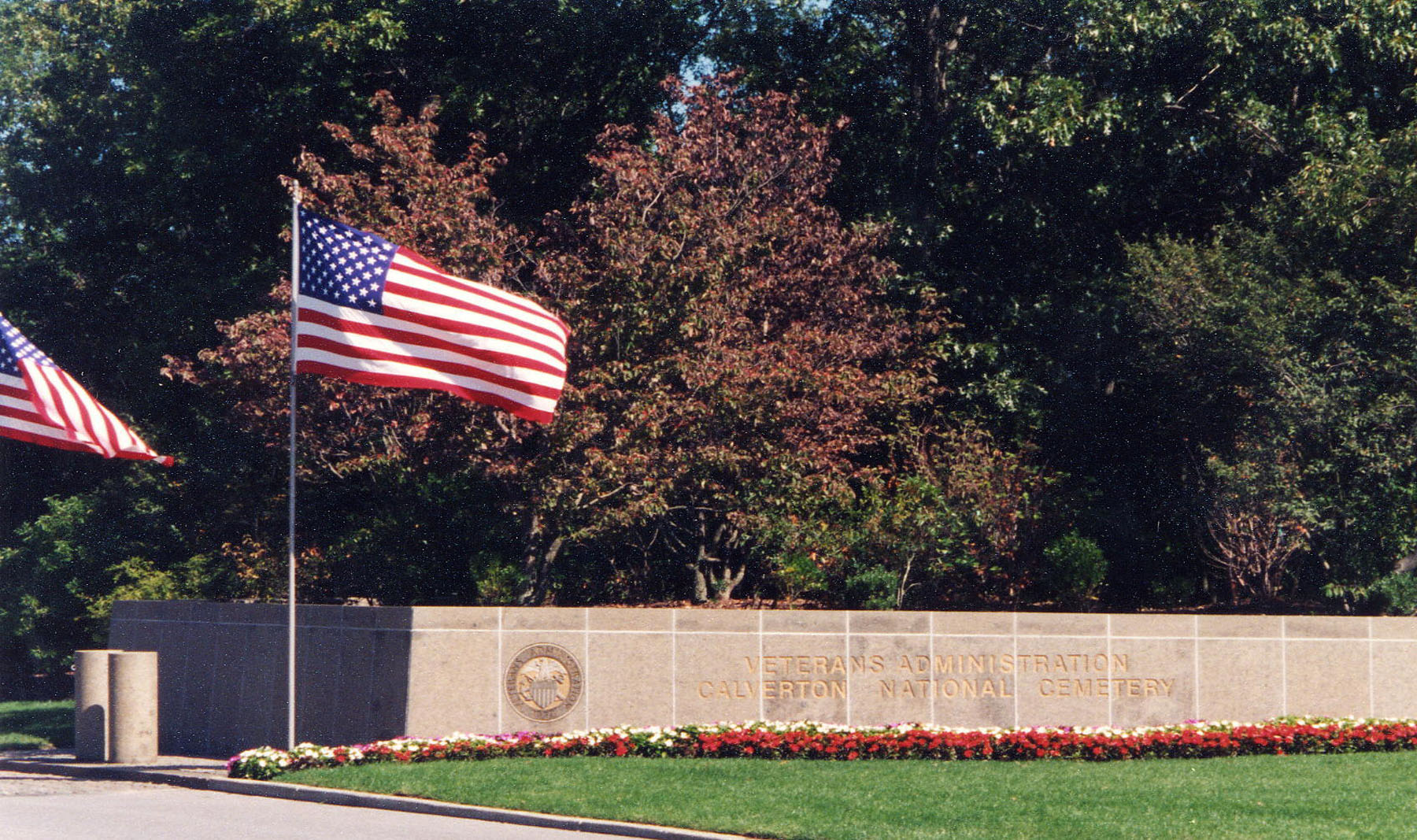
Ein Eingang des Calverton National Cemetery

Der Calverton National Cemetery (Calverton-Nationalfriedhof) auf Long Island ist der Fläche nach der größte staatliche Friedhof der USA. Er misst 1.045 Acre, das entspricht 4,23 km². Der Friedhof steht im Eigentum des United States Department of Veterans Affairs.
Der Friedhof liegt im Osten Long Islands zwischen den Städten Manorville und Riverhead in Suffolk County. Er  wurde 1978 eröffnet. Nach dem Cypress Hills National Cemetery in Brooklyn, N. Y., der 1862 errichtet wurde, und dem Long Island National Cemetery in Farmingdale, N.Y., der 1936 eröffnet wurde, ist der Friedhof in Calverton der dritte Nationalfriedhof auf Long Island.
Ende 2008 gab es 212.000 Bestattungen auf dem Friedhof.
Der Calverton National Cemetery verfügt über einen Gedenkpfad, der von einer Vielzahl von Denkmälern gesäumt ist. Im Jahr 2003 gab es hier 18 Denkmäler, die meisten zum Gedenken an Kriege des 20. Jahrhunderts.

## Berühmte Gräber
- Michael P. Murphy, Träger der Medal of Honor
- Albert Paulsen, Autor
- Francis Gabreski, Kriegsveteran und Fliegerass
- Tony Williams, Sänger der Musikgruppe The Platters